# Rusadir
Die Rusadir ist eine RoPax-Fähre der spanischen Reederei Baleària. Die ursprünglich als Honfleur für die französische Reederei Brittany Ferries gebaute Fähre verkehrt zwischen Málaga und der spanischen Exklave Melilla.

## Geschichte
Das Schiff wurde im Juni 2017 bei der Flensburger Schiffbau-Gesellschaft (FSG) mit der Baunummer 774 in Auftrag gegeben. Der Bau begann am 12. März 2018. Die Kiellegung erfolgte am 6. August 2018, der Stapellauf am 14. Dezember 2018.  Das Schiff sollte ursprünglich im Juni 2019 abgeliefert und als Honfleur, benannt nach einer französischen Hafenstadt an der Mündung der Seine, hauptsächlich zwischen dem französischen Caen und dem britischen Portsmouth eingesetzt werden.
Aufgrund von finanziellen Schwierigkeiten der Werft konnte die vertragliche Ablieferung am 30. April 2019 nicht erfüllt werden. Die Ablieferung wurde später auf Ende 2019 verschoben, die Route so lange weiter mit der Normandie bedient. In Zusammenhang mit der COVID-19-Pandemie wurde die Ablieferung auf 2021 verschoben. Im Juni 2020 kündigte der Auftraggeber den Vertrag. Nach Angaben der Werft hätte die Fertigstellung noch elf bis zwölf Monate in Anspruch genommen. Der Kunde sei nach eigenem Bekunden auf das Schiff angewiesen.
Im folgenden Monat wurde das Schiff vom früheren Werfteigentümer Siem Group übernommen. Siem beauftragte die Werft Fosen Yards in Trondheim mit der Fertigstellung des Schiffes. Ende Oktober 2020 wurde das Schiff zur Werft in Trondheim geschleppt. Dort wurde es fertiggestellt und am 23. Mai 2022 abgeliefert. Anschließend wurde das Schiff nach Gdynia verholt und dort zunächst aufgelegt.
Anfang 2023 wurde das Schiff für einen Einsatz bei der spanischen Reederei Baleària vorbereitet, die das Schiff für zunächst sechs Monate als Rusadir zwischen Málaga und der spanischen Exklave Melilla einsetzte. Im Dezember 2023 gab Balearia den Kauf des bisher gecharterten Schiffes bekannt.

## Technische Daten und Ausstattung
Das Schiff ist mit einem diesel-/gaselektrischen Antrieb ausgestattet. Für die Stromerzeugung stehen vier von Wärtsilä-Dual-Fuel-Motoren des Typs W6L46DFA angetriebene Generatoren zur Verfügung. Die Generatoren speisen zwei Elektromotoren, die auf zwei Propeller wirken. Das Notstromaggregat wird von einem Mitsubishi-Motor des Typs S12R-M(P)TA angetrieben. Das Schiff ist mit drei Querstrahlsteueranlagen ausgestattet.
Das Schiff kann bis zu 1680 Passagiere befördern. Zu den Passagiereinrichtungen gehören 261 Kabinen, zwei Kinos, Restaurants, Boutiquen und weiträumige Lounges.
Auf dem Fahrzeugdeck stehen 2.600 Spurmeter zur Verfügung. Entsprechend können 130 Sattelauflieger oder eine Kombination aus 550 Personenkraftwagen und 64 Sattelaufliegern transportiert werden.